# Sztuka Zapoteków i Mixteków

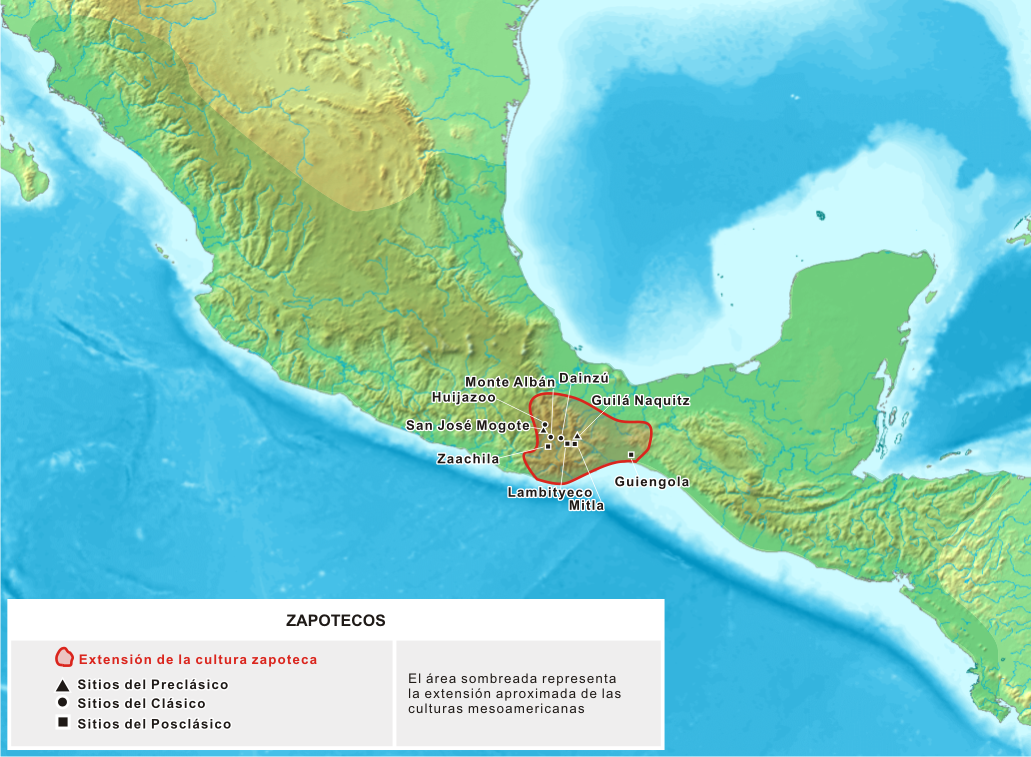

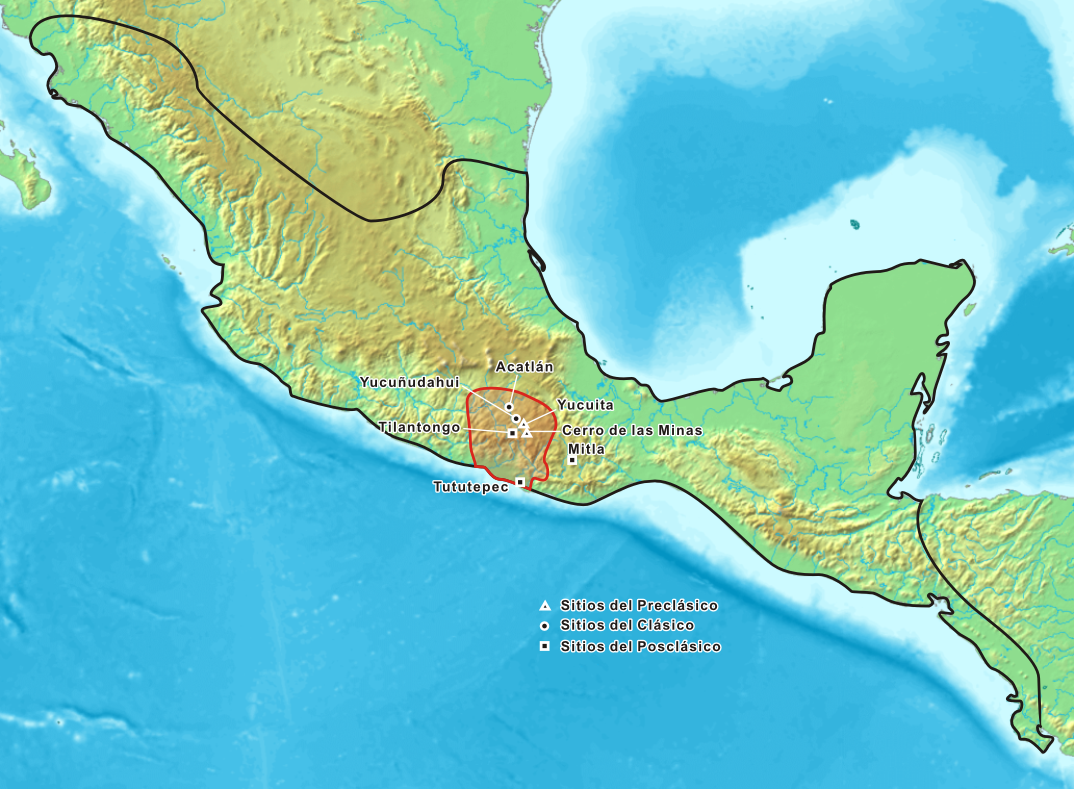

Sztuka Zapoteków i Mixteków – artykuł obejmuje zbiorczo sztukę dwóch różnych i wciąż istniejących mezoamerykańskich grup etnicznych posługujących się językami z grupy oto-mangueskiej, o znacznym stopniu geograficznego i kulturowego przenikania się.

## Zapotekowie

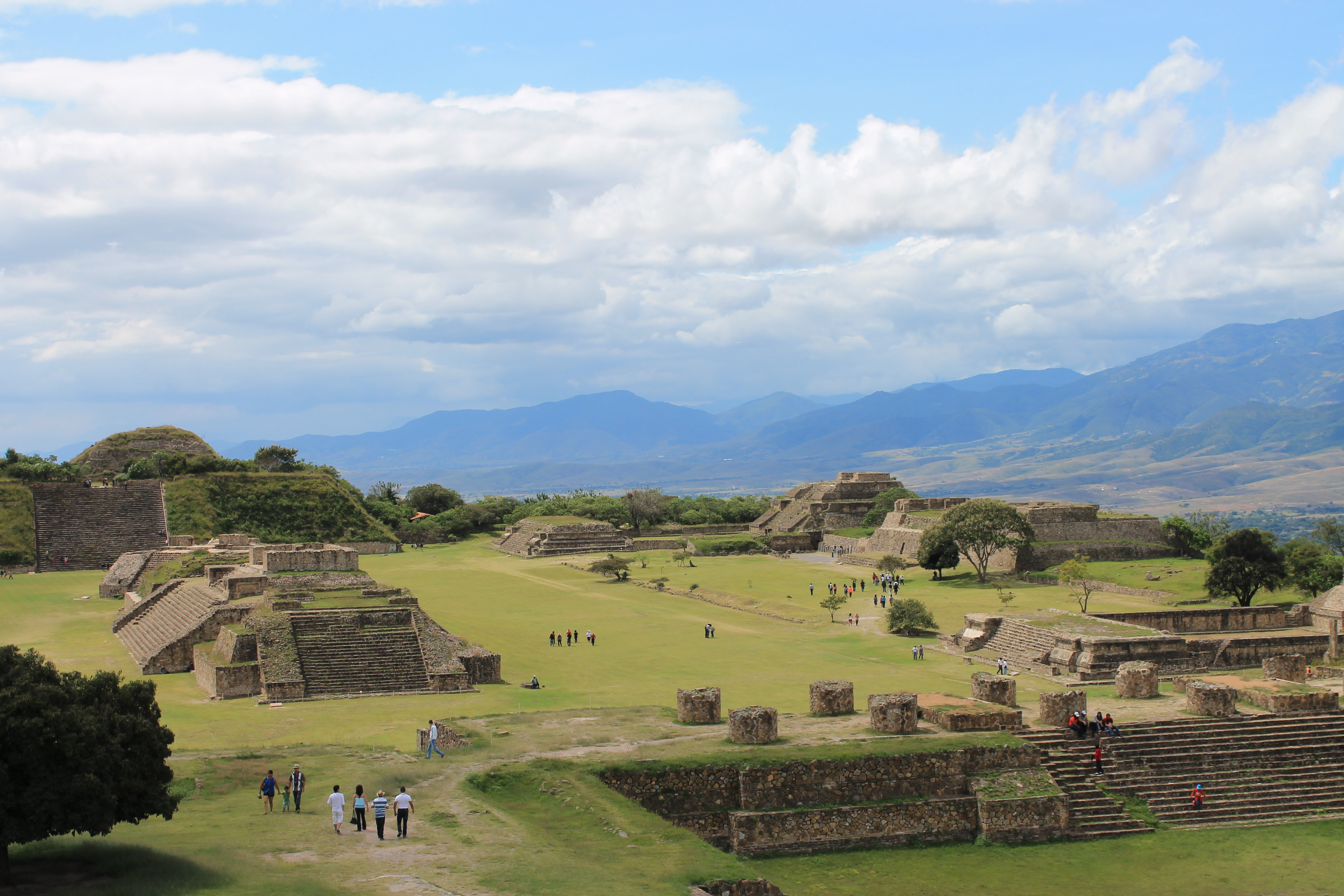
Monte Albán współcześnie

Czas powstania sztuki Zapoteków datowany jest na początki II w. p.n.e. i związany jest z wpływami sztuki olmeckiej. Rozwój związany jest z wybrzeżem Oceanu Spokojnego z terenami zajmowanymi obecnie przez stan Oaxaca w Meksyku. Na tym terenie powstały centra kulturalne w miejscowości Monte Albán oraz, nieco później, w miejscowości Mitla. Najstarsze zabytki związane są z ceremoniałem pogrzebowym oraz z rozwojem astronomii. Największy rozkwit Monte Albán pod panowaniem Zapoteków przypada na III–VII w., później miasto zajęli Mixtekowie. Miasto powstało na sztucznie wyrównanym terenie. Budowle Zapoteków wznoszone były na obszarze aktywnym sejsmicznie, stąd ich cechą charakterystyczną jest rozłożystość, masywność.
Za czasów Zapoteków w Monte Albán powstały wysokie tarasy i piramidy zamykające Wielki Plac (o wymiarach 350 x 250 m). W centralnej części placu znajduje się budowla zbudowania na planie trójkąta. Jest to zjawisko niespotykane na całym obszarze Wyżyny Meksykańskiej. Budowla uważana jest za obserwatorium astronomiczne. Wschodnią część zabudowań wokół Placu zbudowano boisko do gry w pelotę (Zapotekowie uważani są za prekursorów tej gry). W zboczach góry, na szczycie której, zlokalizowano Monte Albán oraz w fundamentach niektórych świątyń odnaleziono komory grobowe. Niektóre z nich mają sklepienia pozorne i ozdobione są freskami. W nich odnaleziono urny przedstawiające postacie siedzących bóstw. Postacie w bogatych strojach i ozdobach o motywach symboli religijnych wykonywane były początkowo ręcznie, później jako odciski poszczególnych części z drewnianych form, łączonych w całość. Nieznane jest ich przeznaczenie, w urnach nie znaleziono prochów zmarłych. Stawiano je w przedsionkach komór grobowych.

## Mistekowie
Około 800 r. Monte Albán zostało zajęte przez Mixteków. Z ich sztuką związane są księgi noszące nazwę kodeksów miksteckich. Są to malowane obrazy przedstawiające m.in. wizerunki bóstw, sceny mitologiczne, obrzędy, grę w pelotę. Mixtekowie (lub Miztekowie) byli też doskonałymi rzemieślnikami znającymi obróbkę metali, inkrustację. Do dzieł związanych z ich sztuką należą wyroby jubilerskie ze złota, srebra i miedzi. Posiadali umiejętność wytwarzania delikatnych drucików, które potrafili lutować. Znana im była technika odlewów w wosku traconym. Odnaleziono też wyroby z drewna i kości inkrustowane płytkami jadeitu, turkusu, kryształu górskiego i masą perłową.
|  |  |  |  |